# Tabio
Tabio ist eine Gemeinde (municipio) im Departamento Cundinamarca in Kolumbien, die zur Metropolregion Bogotá gehört.

## Geographie
Tabio liegt in Cundinamarca in der Provinz Sabana Centro, etwa 45 km von Bogotá entfernt auf 2569 Metern über dem Meeresspiegel und hat eine Jahresdurchschnittstemperatur von 14 °C. Tabio liegt auf einer Hochebene in den Anden. An die Gemeinde grenzen im Norden Zipaquirá, im Osten Cajicá, im Süden Tenjo und im Westen Subachoque.

## Bevölkerung
Die Gemeinde Tabio hat 29.731 Einwohner, von denen 14.594 im städtischen Teil (cabecera municipal) der Gemeinde leben (Stand: 2019).

## Geschichte
Bei Beginn der Konquista war das Gebiet der heutigen Gemeinde Tabio vom indigenen Volk der Chibcha bewohnt. Die Spanier beuteten in der Folge die Indigenen mit dem Encomienda-System aus. Die Siedlung selbst wurde offiziell 1603 gegründet. Tabio erhielt 1761 den Status einer Gemeinde.

## Wirtschaft
Der wichtigste Wirtschaftszweige von Tabio ist die Landwirtschaft. Insbesondere werden Schnittblumen, aber auch Kartoffeln, Mais und Erbsen angebaut. Außerdem gibt es Rinder- und Milchproduktion und es werden Kies und Sand abgebaut.

## Sehenswertes

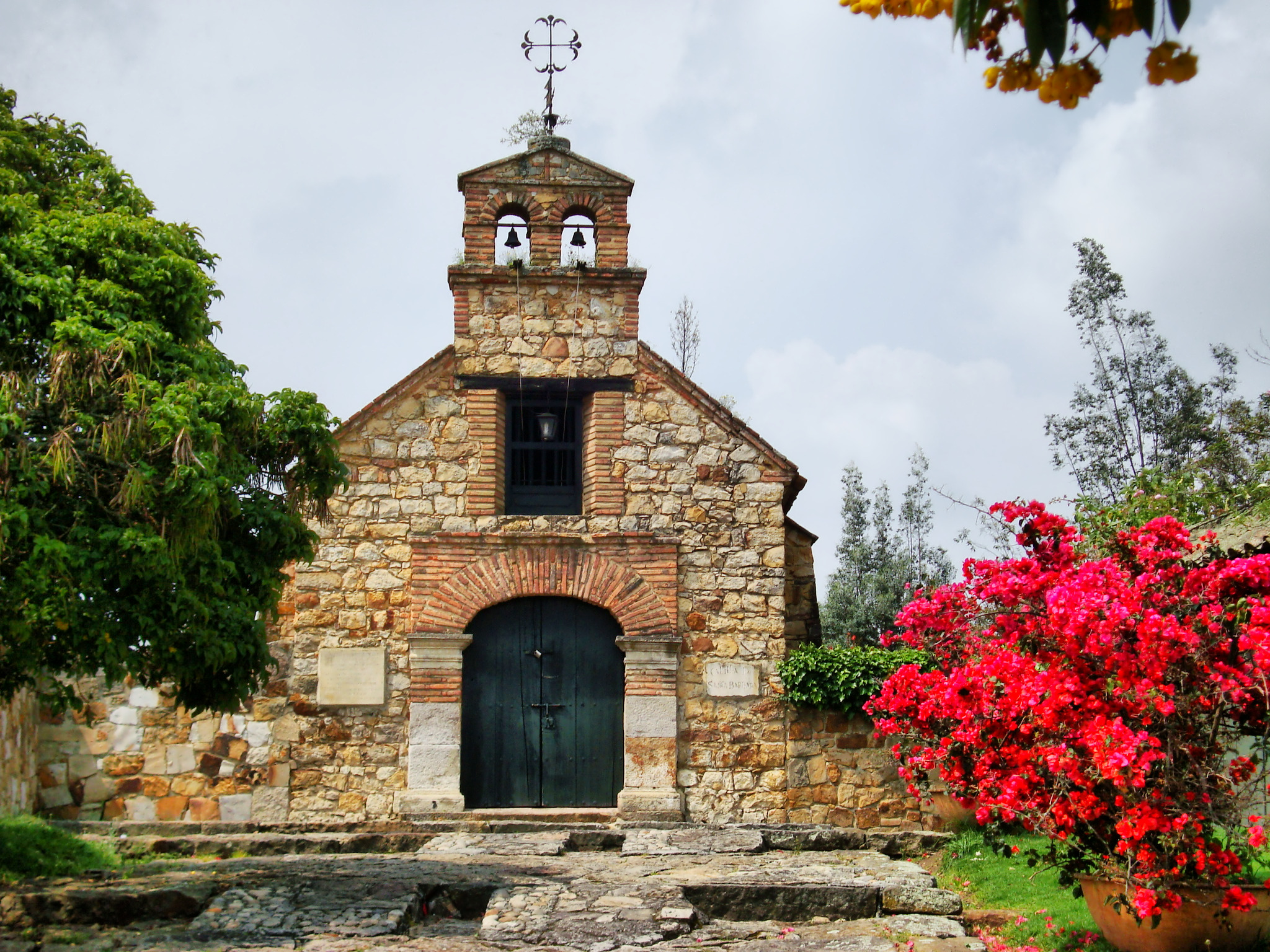
Capilla Doctrinera

Die Capilla Doctrinera wurde 1982 zum kolumbianischen Kulturerbe ernannt. Ein touristisches Ziel sind Thermalbäder.

## Persönlichkeiten
- Juan Pablo Forero (* 1983), Radrennfahrer